# Бадрі Латіф
Бадрі Латіф (нім. Badri Latif, 2 листопада 1977) — німецька хокеїстка на траві.
Олімпійська чемпіонка 2004 року.